# Ignacy Abramowicz (okulista)
Ignacy Abramowicz (ur. 14 kwietnia 1890 w Łodzi, zm. 17 lutego 1982 w Gdańsku) – polski naukowiec, lekarz okulista.

## Życiorys
Syn Ludwika. W 1909 ukończył gimnazjum w Puławach, później wydział medyczny Uniwersytetu Moskiewskiego. Podczas I wojny światowej, od 1914 do 1917, służył w wojsku rosyjskim. W latach 1917–1918 specjalizował się w okulistyce w Warszawie. Podjął pracę w Instytucie Oftalmicznym w Warszawie, praktykował również w wojskowych szpitalach okręgowych. W latach 1919–1922 kapitan lekarz w Wojsku Polskim. W 1923 przeniósł się do Kliniki Okulistycznej Uniwersytetu Stefana Batorego w Wilnie, gdzie w 1926 obronił doktorat, w 1928 przeprowadził habilitację, a w 1934 został profesorem tytularnym.
Po zakończeniu wojny rozpoczął pracę najpierw jako kierownik Katedry i Kliniki Okulistycznej Uniwersytetu Marii Curie-Skłodowskiej w Lublinie, a od czerwca 1946 jako kierownik Katedry i Kliniki Okulistycznej Akademii Medycznej w Gdańsku – na tym stanowisku pozostał do przejścia na emeryturę w 1962.
W 1951 został wybrany prezesem Polskiego Towarzystwa Okulistycznego (funkcję tę pełnił do 1960), był również delegatem Polski w Europejskim Towarzystwie Okulistycznym; w 1965 otrzymał tytuł doktora honoris causa gdańskiej Akademii Medycznej.
Był autorem akademickiego podręcznika okulistycznego Chirurgia oka w zarysie.
Zmarł 17 lutego 1982 w Gdańsku. Pochowany 22 lutego 1982 na Cmentarzu Łostowickim (kwatera 94-3-7).

## Ordery i odznaczenia
- Krzyż Kawalerski Orderu Odrodzenia Polski (9 lipca 1954)[3]

- Złoty Krzyż Zasługi (dwukrotnie: 11 listopada 1936[4], 22 lipca 1950[5])
- Medal 10-lecia Polski Ludowej (28 marca 1955)[6]